# Kosa Janjačka
Kosa Janjačka – wieś w Chorwacji, w żupanii licko-seńskiej, w gminie Perušić. W 2011 roku liczyła 98 mieszkańców.